# Pseuderanthemum leptorhachis
Pseuderanthemum leptorhachis är en akantusväxtart som beskrevs av Gustav Lindau. Pseuderanthemum leptorhachis ingår i släktet Pseuderanthemum och familjen akantusväxter. Inga underarter finns listade i Catalogue of Life.